# Lelê
Leanderson da Silva Genésio (Río de Janeiro, 1 de octubre de 1997), más conocido como Lelê, es un futbolista profesional brasileño que juega como delantero en el Ceará, a préstamo del Fluminense Football Club.

## Trayectoria
Nacido en Río de Janeiro, Lelê comenzó su carrera con Itaboraí Profute, haciendo su primera aparición en el Campeonato Carioca Serie C de 2018. Después de convertirse en el máximo goleador del equipo al año siguiente, fue cedido a Maricá para el resto del Campeonato Carioca Serie B1.
Lelê regresó a Profute para las etapas finales del Campeonato Carioca Série B2 de 2020, pero se unió nuevamente a Maricá para la temporada 2021. El 20 de diciembre de ese año, después de ayudar a Maricá a llegar a la final de la Copa Río y lograr una calificación histórica para la Copa de Brasil, se unió a Volta Redonda.
Lelê fue regularmente utilizado por el Voltaço durante la campaña de 2022, ganando tanto el Campeonato Carioca Serie A2 como la Copa Río. El 11 de enero de 2023, se renovó su préstamo con Profute por un año más; sin embargo, Profute confirmó la extensión del préstamo hasta abril.
El 28 de febrero de 2023, el equipo de la Serie A, Fluminense, anunció la incorporación de Lelê cedido por Profute, y el jugador llegó al club después del Campeonato Carioca 2023. En su debut en la categoría el 15 de abril, ingresó como suplente en la segunda mitad por Gabriel Pirani, asistió en el segundo gol de John Kennedy y anotó el tercer gol en la victoria por 3 a 0 como visitantes sobre América Mineiro.

## Palmarés

### Títulos internacionales
| Título              | Club (*)         | Sede           | Año  |
| ------------------- | ---------------- | -------------- | ---- |
| Copa Libertadores   | Fluminense F. C. | Río de Janeiro | 2023 |
| Recopa Sudamericana | Fluminense F. C. | Río de Janeiro | 2024 |

(*) Incluyendo la selección.